# جاك كيتينغ
جاك كيتينغ هو لاعب هوكي الجليد كندي، ولد في 9 أكتوبر 1916، وتوفي في 19 ديسمبر 1951.

## وصلات خارجية
- جاك كيتينغ على موقع دوري الهوكي الوطني (الإنجليزية)
- جاك كيتينغ على موقع EliteProspects.com (الإنجليزية)
- جاك كيتينغ على موقع HockeyDB.com (الإنجليزية)
- جاك كيتينغ على موقع Hockey-Reference.com (الإنجليزية)